# Bestuurlijke indeling van Slowakije

Gewesten

De bestuurlijke indeling van Slowakije bestaat naast de centrale overheid uit drie bestuurslagen. 

## Regio's
Slowakije is verdeeld in 8 zelfbestuurregio's (Slowaaks: samosprávny kraj), ook wel aangeduid als Hoge Gebiedseenheid (vyšší územný celok). Iedere regio heeft een direct gekozen volksvertegenwoordiging (zastupiteľstvo) met een direct gekozen predseda.
De regio's zijn:
1. Bratislava
2. Trnava
3. Trenčín
4. Nitra
5. Žilina
6. Banská Bystrica
7. Prešov
8. Košice

## Districten
Sinds 2013 kent het land 89 Districten (Okres) met ieder een Districtsambt (okresný úrad) die onder verantwoordelijkheid van het ministerie van binnenlandse zaken functioneren.

## Steden en gemeenten
Op lokaal niveau zijn er meer dan 2000 gemeenten. De gemeenten worden deels aangeduid als stad (Mesto), deels als gemeente (Obec). Iedere gemeente heeft een volksvertegenwoordiging en een burgemeester (starosta, in de steden Opperburgemeester, primátor). De twee grootste steden, Bratislava en Košice zijn onderverdeeld in stadsdelen met eigen bestuursorganen.
Banská Bystrica · Bratislava · Košice · Nitra · Prešov · Trenčín · Trnava · Žilina
(Lijst van vlaggen van Slowaakse regio's)